# Sietas Typ 178
Der Typ 178 ist ein Open-Top-Container-Feederschiffstyp der Sietas-Werft in Hamburg-Neuenfelde.

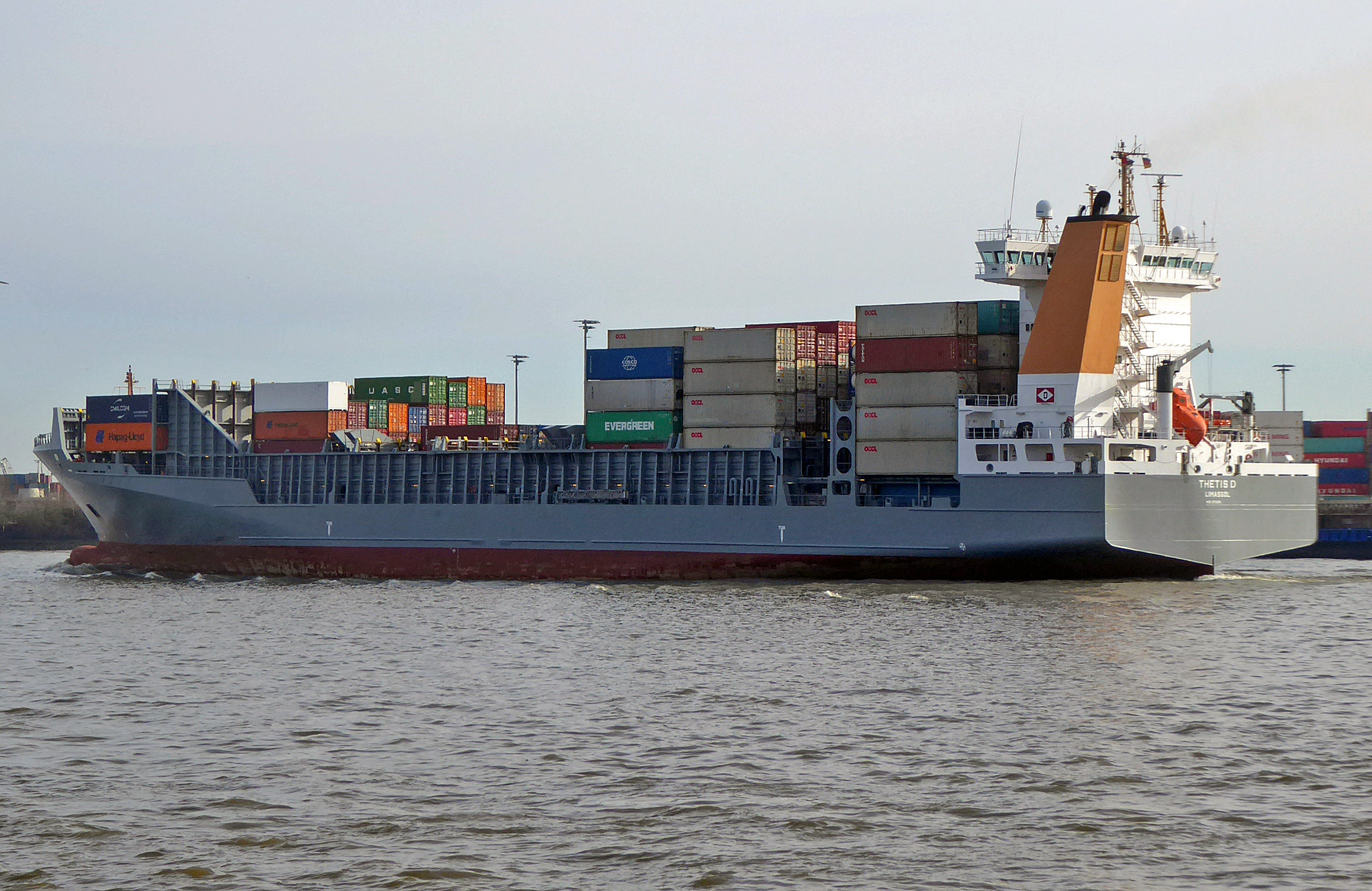
Heckansicht der Thetis D (ex Thetis) 2021

## Geschichte
Der Schiffstyp wurde von verschiedenen Reedereien geordert, wobei zunächst zwölf Bestellungen eingingen. Aufgrund der Weltfinanzkrise im Jahr 2008 wurde die Hälfte der Bestellungen storniert, so dass Sietas nur sechs Einheiten fertigte. Eingesetzt werden die Schiffe vorwiegend auf europäischen Zubringerfahrten, wobei sie zu den größten Einheiten ihrer Art im Nord-Ostsee-Kanal und in der Ostsee zählen.
Das Typschiff der Serie ist die Heinrich Ehler mit der Baunummer 1261. Sie wurde von der Reederei Heinrich Ehler aus Otterndorf in Auftrag gegeben, am 15. August 2008 von Alexander Ehler getauft und am selben Tag abgeliefert. Das letzte Schiff der Serie ist die von der niederländischen JR Shipping Group in Auftrag gegebene Elysee, die am 6. November 2009 abgeliefert wurde.

## Technik
Der Typ 178 war als Nachfolger für den Typ 168 im Feederverkehr gedacht und stellt eine Weiterentwicklung des Typs 171 dar, von dem Sietas nur ein Exemplar für die kanadische Reederei Oceanex im Jahr 2005 gebaut hatte. Er gilt als Baltic Max Feeder (werftintern auch Ostseeemax genannt). Die Entwicklung der Schiffe zielte bei den Abmessungen auf den größten wirtschaftlich in der Ostsee einsetzbaren Feederschiffstyp ab. Der Nord-Ostsee-Kanal erlaubt einen maximal zulässigen Tiefgang von 9,30 Metern. Darüber hinaus sind drei von vier der offenen kastenförmigen Container-Laderäume des Open-Top-Containerschiffs mit variablen Staumöglichkeiten und flexiblen Cellguides ausgerüstet. Alle Laderäume sind für den Transport von Gefahrgutcontainern ausgerüstet. Die Tankdecke ist für die Stauung von Schwergut verstärkt. Darüber hinaus ist das Schiff für den Transport von überlangen und überbreiten Containern der gängigsten Sondermaße eingerichtet.
Angetrieben werden die Schiffe der Baureihe von einem MAN B&W-8L58/64-Dieselmotor, der auf einen Verstellpropeller wirkt, die An- und Ablegemanöver werden durch ein Bugstrahlruder mit 900 kW und ein Heckstrahlruder mit 750 kW Leistung unterstützt.
Die eisverstärkten Rümpfe wurden in Sektionsbauweise zusammengefügt.

## Die Schiffe
| Sietas Typ 178 | Sietas Typ 178 | Sietas Typ 178 | Sietas Typ 178                                     | Sietas Typ 178                                | Sietas Typ 178                                                                |
| Schiffsname    | Baunummer      | IMO-Nummer     | Kiellegung Stapellauf Ablieferung                  | Auftraggeber                                  | Umbenennungen und Verbleib                                                    |
| -------------- | -------------- | -------------- | -------------------------------------------------- | --------------------------------------------- | ----------------------------------------------------------------------------- |
| Heinrich Ehler | 1261           | 9372200        | 20. Dezember 2006 5. Juni 2008 15. August 2008     | Reederei Heinrich Ehler, Otterndorf           | so in Fahrt                                                                   |
| Vera Rambow    | 1265           | 9432220        | 20. Dezember 2006 18. Juli 2008 26. September 2008 | Rambow Bereederungs Gesellschaft, Drochtersen | so in Fahrt                                                                   |
| Thetis         | 1262           | 9372274        | 21. Dezember 2006 15. Dezember 2008 20. März 2009  | Reederei Drevin, Cuxhaven                     | 2012 Thetis D, so in Fahrt                                                    |
| Navi Baltic    | 1263           | 9386718        | 21. Dezember 2006 9. April 2009 10. Juli 2009      | Amisco, Tallinn                               | 2025 Elbsummer (neuer Eigentümer: Elbdeich Reederei), so in Fahrt             |
| Charlotta      | 1266           | 9432232        | 20. Dezember 2006 2. Oktober 2008 9. Januar 2009   | Reederei Gerd Bartels, Gödenstorf             | 2013 Charlotta B, 2021 Gerda (neuer Eigentümer: Reederei Rambow), so in Fahrt |
| Elysee         | 1294           | 9462794        | 27. Juni 2007 11. Juli 2009 5. November 2009       | JR Shipping BV Elysee, Harlingen              | 2012 OOCL Rauma, so in Fahrt                                                  |